# Барре, Милани
Милани Барре́ (фр. Mylanie Barré; 25 июля 1979, Будапешт) — канадская гребчиха-байдарочница, выступала за сборную Канады на всём протяжении 2000-х годов. Участница двух летних Олимпийских игр, бронзовая призёрша чемпионата мира, победительница регат национального и международного значения.

## Биография
Милани Барре родилась 25 июля 1979 года в венгерской столице Будапеште, однако вскоре после рождения вместе с семьёй переехала на постоянное жительство в Канаду. Активно заниматься греблей на байдарке начала в раннем детстве, поскольку оба её родителя были известными гребцами. Отец Денис Барре участвовал от Канады в двух Олимпийских играх, мать Александра Барре — серебряная и бронзовая призёрша Олимпийских игр. Проходила подготовку в клубе гребли на байдарках и каноэ в городе Лак-Бопор провинции Квебек.
Первого серьёзного успеха на взрослом международном уровне добилась в 2003 году, когда попала в основной состав канадской национальной сборной и побывала на чемпионате мира в американском Гейнсвилле, откуда привезла награду бронзового достоинства, выигранную вместе с напарницей Каролин Брюне на километровой дистанции — в финале их обошли команды из Венгрии и Германии.
Благодаря череде удачных выступлений Барре удостоилась права защищать честь страны на летних Олимпийских играх 2004 года в Афинах — вместе с той же Брюне на пятистах метрах дошла до финала, но в решающем заезде финишировала лишь седьмой. Четыре года спустя она благополучно прошла квалификацию на Олимпиаду в Пекине, однако на сей раз в той же дисциплине сумела дойти только до стадии полуфиналов, при этом её напарницей была Кристин Готье. Вскоре после этих соревнований приняла решение завершить карьеру профессиональной спортсменки, уступив место в сборной молодым канадским гребчихам.